# Trạch Liêu
Địch Liêu (giản thể: 翟辽; phồn thể: 翟遼; bính âm: Dí Liáo) (? 391) là người sáng lập ra nước Ngụy vào thời Ngũ Hồ thập lục quốc trong lịch sử Trung Quốc. Trong thời gian trị vì của mình, ông sử dụng tước hiệu "Thiên vương", gần tương đương với hoàng đế.

## Sự nghiệp ban đầu
Cha hoặc bá phụ của Địch Liêu là Địch Bân (翟斌), người này đã nổi loạn chống lại hoàng đế Phù Kiên của Tiền Tần vào năm 383, Địch Bân ủng hộ Mộ Dung Thùy khi Mộ Dung Thùy cũng nổi dậy chống lại Tiền Tần và lập ra nước Hậu Yên. Tuy nhiên, vào năm 384, khi Mộ Dung Thùy bao vây Nghiệp Thành (do con trai của Phù Kiên là Phù Phi trấn thủ), Địch Bân nhận thấy rằng Mộ Dung Thùy không thể chiếm được thành một cách nhanh chóng, vì vậy ông ta đã tính đến các lựa chọn khác. Địch Bân khi đó đã yêu cầu một tước hiệu tổng lý song đã bị Mộ Dung Thùy từ chối, Địch Bân do đó đã chuẩn bị quay sang liên minh với Phù Phi, song kế hoạch của Địch Bân đã bị phát giác và ông ta bị giết chết cùng với hai anh em là Địch Đàn (翟檀) và Địch Mẫn (翟敏). Có lẽ vào thời điểm này, Địch Liêu và người anh em họ là Địch Chân (翟真) đã chạy trốn cùng với một số lính người Đinh Linh và chống lại các chiến dịch sau đó của Hậu Yên để chiếm lãnh thổ ở phía bắc và xung quanh Hoàng Hà. Vào cuối năm 384, các con trai của Mộ Dung Thùy là Mộ Dung Lân và Mộ Dung Nông đã đánh bại Địch Liêu và ông buộc phải chạy trốn đến chỗ người anh em họ Địch Chân. Vào năm 385, thuộc hạ của Địch Chân là Tiên Vu Khất (鮮于乞) đã ám sát Địch Chân và cố gắng đoạt lấy quyền lực, song gia tộc họ Địch đã tấn công lại và giết chết người này; một người anh em họ khác của Địch Liêu tên là Địch Thành (翟成) đã lên kế vị Địch Chân, song nhiều thuộc cấp của họ đã đầu hàng Hậu Yên. Vào mùa thu năm 385, Mộ Dung Thùy tấn công Địch Thành, và thuộc hạ của Địch Thành là Tiên Vu Đắc (鮮于得) đã giết chết Địch Thành rồi đầu hàng. Quân Đinh Linh phần lớn đã bị thảm sát.
Tuy nhiên, Địch Liêu đã thoát khỏi vụ thảm sát này và tìm cách trú ẩn ở chỗ Đằng Điềm Chi (滕恬之), thái thú quận Lê Dương (黎陽, nay gần tương ứng với Hạc Bích, Hà Nam) của Đông Tấn. Đằng Điềm Chi rất tin tưởng Địch Liêu, và Địch Liêu đã lợi dụng việc Đằng quá quan tâm vào việc săn bắn và thiếu hiểu biết về nhu cầu của binh sĩ, Địch Liêu bắt đầu phát triển các mối quan hệ với các binh sĩ. Năm 386, khi Đằng Điềm Chi đang tiến hành một chiến dịch, ông ta đã ủy thác cho Địch Liêu trấn thủ Lê Dương, tuy nhiên, Địch Liêu đã bắt giữ Đằng Điềm Chi và chiếm Lê Dương. (Cuộc nổi loạn của Địch Liêu đã góp phần vào việc đình chỉ các Tạ Huyền nhằm khôi phục lại các lãnh thổ phía bắc của Đông Tấn.) Trong hai năm sau đó, Địch Liêu đã liên tục cố đánh Đông Tấn, song đã bị đẩy lui, và ông dường như đã chấp thuận lập một liên minh với hoàng đế Mộ Dung Vĩnh của Tây Yên. Năm 387, Mộ Dung Thùy tấn công Địch Liêu, và nhiều thuộc hạ của Địch Liêu đã đầu hàng một cách nhanh chóng. Địch Liêu trong sợ hãi đã chấp thuận chịu khuất phục trước Hậu Yên, và Mộ Dung Thùy có phép ông duy trì vị trí trấn giữ và phong cho ông là Hà Nam công.

## Lập nước Ngụy
Vào mùa đông năm 387, Địch Liêu đã từ bỏ lòng trung thành với Hậu Yên và tấn công các quận Thanh Hà (清河, nay gần tương ứng với Hình Đài, Hà Bắc) và Bình Nguyên (平原, nay gần tương ứng với Đức Châu, Sơn Đông) của Hậu Yên. Vào mùa xuân năm 388, ông cử một thuộc cấp tên là Tuy Quỳnh (眭瓊) đến tạ lỗi với Mộ Dung Thùy, song Mộ Dung Thùy không còn tin ông và đã giết chết Tuy Quỳnh để thể hiện rằng ông không quan tâm đến việc tạ lỗi này. Địch Liêu sau đó đã tuyên bố lập ra một nước Ngụy độc lập và tự xưng là "Thiên vương". Ông cũng cải niên hiệu và lập nên một hệ thống triều chính. Ông sau đó dời đô đến Hoạt Đài (滑台, nay thuộc An Dương, Hà Nam). Năm 389, ông chiếm quận Huỳnh Dương (滎陽, nay gần tương ứng với Trịnh Châu, Hà Nam) của Đông Tấn. Ông cũng cử tướng Cố Đê (故堤) giả vờ đầu hàng Lạc Lãng vương Mộ Dung Ôn (慕容溫) của Hậu Yên và ám sát Mộ Dung Ôn, mặc dù vậy ông đã không có được thêm lãnh thổ do quân của Cố Đê đã nhanh chóng bị Mộ Dung Nông đánh bại. Vào mùa thu năm 390, tướng Lưu Lao Chi (劉牢之) của Đông Tấn đem quân đến đánh Địch Liêu, chiếm được Quyên Thành (鄄城, nay thuộc Bộc Dương, Hà Nam), buộc con trai của Địch Liêu là Địch Chiêu (đang trấn thủ thành này) phải chạy trốn, và sau đó đánh bại Địch Liêu ở gần kinh thành Hoạt Đài, song không tiêu diệt được nước Ngụy.
Năm 391, Địch Liêu qua đời. Con trai là Địch Chiêu lên kế vị.